# Taekwondo (película)
Taekwondo es una película argentina de 2016, dirigida por Marco Berger y Martín Farina.

## Sinopsis
Ocho amigos se reúnen para pasar unas vacaciones en una quinta de Buenos Aires. Uno de ellos, Fernando, decide invitar a Germán, un chico que asiste con él a una clase de Taekwondo, a la casa. Lo que Germán ignora es que Fernando está secretamente enamorado de él.

## Reparto
- Gabriel Epstein como Germán
- Lucas Papa como Fernando
- Nicolás Barsoff como Lucho
- Francisco Bertín como Leo
- Arturo Frutos como Maxi
- Andrés Gavaldá como Juan
- Juan Manuel Martino como Fede
- Darío Miño como Tomás
- Gaston Re como Diego
- Christian Chapi como Sebas

## Premios y nominaciones
La película recibió el premio a la mejor película LGBT en el Festival Internacional de Cine de Kiev Molodist.